# Xosé Manoel Núñez Seixas

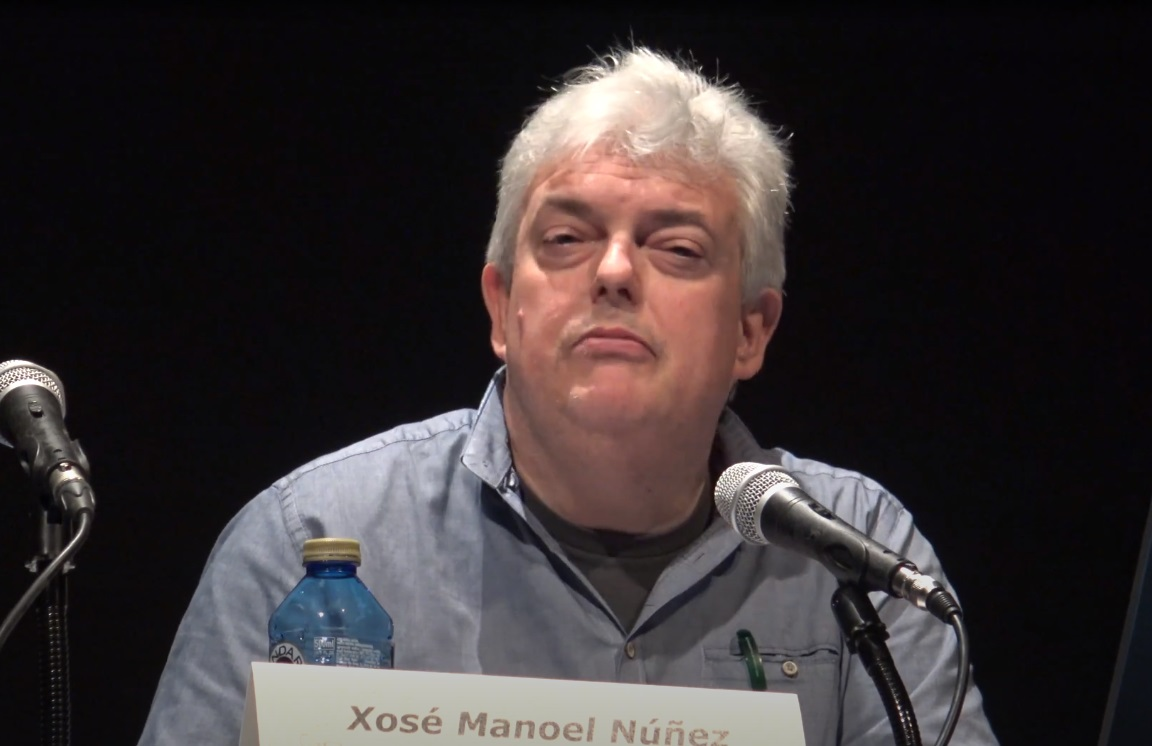
Xosé M. Núñez Seixas (2019)

Xosé Manoel Núñez Seixas (* 15. März 1966 in Ourense) ist ein spanischer Historiker.

## Leben
Er studierte Geschichte und Neueste Geschichte an den Universitäten Santiago de Compostela und Dijon. Nach der Promotion am Europäischen Hochschulinstitut im Dezember 1992 war er festangestellter Dozent (Profesor Titular) für Neueste Geschichte Europas an der Universität Santiago de Compostela (1994–2007). Ab 2007 war er Lehrstuhlinhaber (catedrático) für Neueste Geschichte Europas an der Universität Santiago de Compostela. Zwischen Oktober 2012 und September 2017 war er Professor für Europäische Geschichte des 19. und 20. Jahrhunderts an der LMU.
Seine Forschungsschwerpunkte sind iberische Geschichte des 20. Jahrhunderts, Nationalismusforschung in vergleichender Perspektive, spanischer Nationalismus und europäische Nationalbewegungen, nationale Symbole und Mythen, Kulturgeschichte, Migrationsgeschichte, mit Schwerpunkt iberische Auswanderung nach Lateinamerika im 19. und 20. Jahrhundert und neue Militärgeschichte und Kulturgeschichte des Krieges, mit besonderer Berücksichtigung des spanischen Bürgerkrieges und der Ostfront im Zweiten Weltkrieg.
Er war Gastprofessor an verschiedenen europäischen wie nord- und südamerikanischen Universitäten (Bielefeld, ZZF Potsdam, Verona, Paris X, Paris VII, Mar del Plata, Valparaíso, Stanford, City Univ. of New York). Seit Juli 2018 ist er Vizepräsident des Rates der galicischen Kultur (Consello da Cultura Galega). Oktober 2019 wurde ihm für sein Buch Suspiros de España. El nacionalismo español, 1808–2019 (Barcelona, 2018; Dt. aktualisierte Version: Die bewegte Nation. Der spanische Nationalgedanke, 1808–2019. Hamburg 2019) der Spanische Nationalpreis für Essays verliehen.

## Schriften (Auswahl)
- Historiographical approaches to nationalism in Spain. Saarbrücken 1993, ISBN 3-88156-590-6.
- Entre Ginebra y Berlín. La cuestión de las minorías nacionales y la política internacional en Europa, 1914–1939. Madrid 2001, ISBN 84-460-0963-3.
- ¡Fuera el invasor! Nacionalismos y movilización bélica durante la guerra civil española (1936–1939). Madrid 2006, ISBN 84-96467-37-6.
- Icônes littéraires et stéréotypes sociaux. L'image des immigrantes galiciens en Argentine (1800–1960). Besançon 2013, ISBN 978-2-84867-448-3.
- Die spanische Blaue Division an der Ostfront, 1941–1945. Zwischen Kriegserfahrung und Erinnerung. Münster 2016, ISBN 978-3-402-14868-6.
- mit J. Muñoz Soro und L. Gálvez: España en democracia, 1975–2011. Madrid/ Barcelona 2017, ISBN 978-84-17067-29-8.
- El frente del Este. Historia y memoria de la guerra germano-soviética, 1941–1945. Madrid 2018, ISBN 978-84-9181-290-6.
- mit J. Moreno-Luzón (Hrsg.): Metaphors of Spain. Representations of Spanish National Identity in the Twentieth Century. New York/ London 2017, ISBN 978-1-78533-466-5.
- mit Eric Storm (Hrsg.): Regionalism and Modern Europe. Identity Construction and Movements from 1890 to the Present. London 2019, ISBN 978-1-4742-7520-0.
- Patriotas transnacionales. Ensayos sobre nacionalismos y transferencias culturales en la Europa del siglo XX. Madrid 2019, ISBN 978-84-376-3930-7.
- Die bewegte Nation. Der spanische Nationalgedanke 1808–2019. Hamburg 2019, ISBN 978-3-86854-336-0.
- mit Andreas Stynen u. Maarten Van Ginderachter (Hrsg.): Emotions and Everyday Nationalism in Modern European History. London/New York 2020. ISBN 978-1-138-35429-6.
- Sites of the Dictators. Memories of Authoritarian Europe, 1945–2020, London/New York 2020. ISBN 978-0-367-68410-5.
- The Spanish Blue Division on the Eastern front, 1941–1945. War, Occupation, Memory, Toronto/London/Buffalo ISBN 978-1-4875-4165-1.
- Volver a Stalingrado. El frente del Este en la memoria europea, 1945–2021, Barcelona 2022. ISBN 978-84-19075-47-5 (englische Ausgabe: The Eastern Front in European Memory. On Victims and Heroes, 1945–2024, London 2025).
- Beyond Folklore? The Franco Regime and Ethnoterritorial Diversity in Spain, 1930–1975, London 2024. ISBN 978-1-03-235831-4.
- Os inmigrantes imaxinados. A identidade galega na Arxentina (1780–1960), Vigo 2024. ISBN 978-84-11-76322-6.